# Echappement (mechaniek)

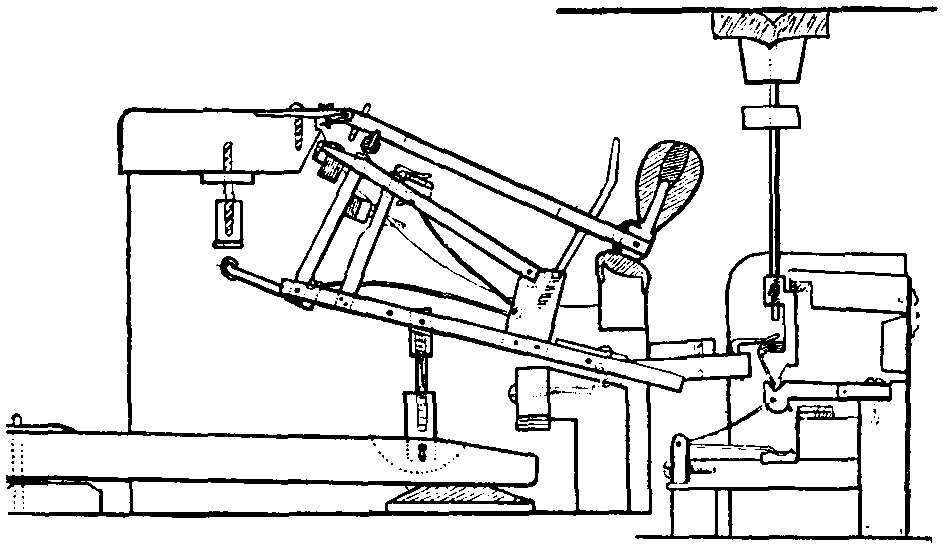
Double echappement mechaniek

Het double echappement (repetitie-mechaniek) is een mechaniek dat ervoor zorgt dat wanneer de hamerkoppen van een piano de snaar aangeslagen hebben, deze direct weer terugspringen, waardoor het voor pianisten mogelijk werd om eenzelfde toon sneller achter elkaar te herhalen. De hamer valt hierbij niet geheel terug in de rustpositie, maar blijft relatief dichter bij de snaren 'hangen'. Het mechaniek is gebaseerd op het principe van een dubbele opstoter, met een onderhamer die op zijn beurt de echte hamer omhoog wipt. Het double echappement werd in 1822 door Sébastien Erard uitgevonden.